# Tory Lanez
Daystar Shemuel Shua Peterson (Brampton, Ontario, 27 de julio de 1992) conocido por su nombre artístico Tory Lanez, es un cantante, compositor, Rapero y  productor discográfico canadiense. Recibió el reconocimiento inicial del mixtape Conflicts of My Soul: The 416 Story, lanzado en agosto de 2013. En 2015 firmó con Mad Love Records del productor discográfico Benny Blanco a través de Interscope Records.
El álbum de estudio debut de Lanez, I Told You (2016), incluyó los sencillos «Say It» y «Luv», que alcanzaron el puesto 23 y 19 en el Billboard Hot 100, respectivamente. En 2018 lanzó su segundo y tercer álbum de estudio, Memories Don't Die y Love Me Now?, su cuarto álbum de estudio, Chixtape 5 (2019), alcanzó el puesto número 2 en el Billboard 200 de Estados Unidos. En 2020, lanzó su quinto álbum de estudio, Daystar, que debutó en el número 10 en el Billboard 200 y presentó respuestas controvertidas a las revelaciones de él disparando a su compañera rapera Megan Thee Stallion a principios de ese año. Lanez recibió una nominación al premio Grammy por su canción «Luv» de 2016, así como cuatro premios Juno a lo largo de su carrera.
El 23 de diciembre de 2022, Lanez fue condenado en el Tribunal Superior del Condado de Los Ángeles por tres cargos en relación con su ataque a Megan Thee Stallion en 2020: agresión con un arma de fuego semiautomática; tener un arma de fuego cargada y no registrada en un vehículo; y disparar un arma de fuego con negligencia grave. Posteriormente fue enviado a la cárcel y enfrenta hasta 22 años de prisión.

## Biografía
Daystar Shemuel Shua Peterson nació el 27 de julio de 1992 en Brampton, Ontario (Canadá) de padre de Barbados y madre de Curazao. La familia tenía su sede en Montreal, antes de mudarse a Miami (Florida). Se sabía que Daystar practicaba y refinaba sus habilidades de rap a lo largo de su infancia, antes de descubrir trágicamente que su madre había muerto debido a una enfermedad rara. Después de la muerte de su madre, su padre comenzó a trabajar como ministro ordenado y misionero lo que provocó que ambos se mudaran con frecuencia por los Estados Unidos. El padre de Daystar se volvió a casar más tarde y la familia se mudó a Atlanta (Georgia) donde Daystar conoció a un amigo que en ese momento era conserje. Su amigo le dio el apodo de "Lanez", como un comentario sobre las tendencias de búsqueda de emociones de Daystar, que a veces lo veían jugando en la calle, sin mirar el tráfico y jugando en los carriles.
En 2006, lo enviaron a vivir con su prima al barrio Jamaica en Queens de la ciudad de Nueva York debido a sus problemas de comportamiento. Daystar luego se vio obligado a mudarse a Toronto con su abuela. Como ella se negó a cuidarlo, él estaba solo a la edad de 15 años. «Terminé mudándome al centro con estos tres tipos que realmente no conocía. Entré a la casa y no me di cuenta de cómo las cosas funcionaron. Desde los quince hasta los dieciocho, solo estuve luchando contra ellos. Era cada hombre por sí mismo. Eso es lo que me hizo un hombre, tener que valerme por mí mismo y estar en una situación en la que no hay papá, ni abuela ni mamá. para ayudarte. Cambió la persona que soy hoy», dice. Luego, una vez más comenzó a rapear, antes de darse un apodo, tiempo más tarde adoptó su nuevo apodo Tory Lanez. A la edad de 16 años, Daystar abandonó el décimo grado y comenzó a interpretar canciones en los conciertos al aire libre. A la edad de 17 años, Daystar comenzó a cantar, lo que le interesó. Sin embargo, nunca había recibido ningún entrenamiento vocal.

## Carrera profesional

### 2009-15: inicios de carrera
En 2009, Tory Lanez lanzó su mixtape debut TL 2 TO. Mientras Lanez vivía en el sur de Florida comenzó a dirigir algunos de sus videos musicales y los publicó en su canal de YouTube. Luego Sean Kingston se interesó en Lanez después de ver un video de él haciendo estilo libre sobre «Beamer, Benz, or Bentley» de Lloyd Banks. En febrero de 2010, Kingston se puso en contacto con Lanez, diciéndole que se encontrara con él, durante la gira de Justin Bieber y luego consiguió que actuara allí en vivo. En 2010, Lanez lanzó los mixtapes Just Landed, One Verse One Hearse, Playing for Keeps y Mr. 1 Verse Killah. En 2011, Lanez firmó un contrato discográfico con Time is Money Entertainment de Kingston y lanzó los mixtapes, Mr. Peterson, Chixtape y Swavey. Más tarde dejó la etiqueta para ser un artista independiente. En 2012, Tory Lanez lanzó el mixtape, Sincerely Tory, Conflicts of My Soul: The 416 Story en 2013 y Chixtape II en 2014. En abril de 2014, Tory lanzó dos episodios de «Public Swave Announcement», del detrás de cámaras del These Things Happen Tour con G-Eazy y Rockie Fresh. El 2 de junio de 2014, Lanez lanzó la canción «Teyana» como homenaje a la cantante Teyana Taylor. Taylor respondió con la canción «Dreams of Fuckin' an R&B Bitch». El 6 de junio de 2014, Lanez lanzó «El Padrino», una canción para anunciar que iba a comenzar una serie llamada Fargo Fridays que solo lanzaría canciones, álbumes o videos los viernes en HotNewHipHop. Las canciones «I'll Be There», «Talk On Road» y «Balenciagas»  fueron lanzadas más tarde ese mes.
Después de lanzar varias canciones de la serie, lanzó una canción llamada «The Mission» para celebrar el anuncio de su gira el 14 de agosto de 2014. Lanez inició su primera gira como cabeza de cartel, Lost Cause Tour, junto con el mixtape Causa perdida. Se suponía que el mixtape se lanzaría el 29 de septiembre de 2014, pero se retrasó hasta el 1 de octubre. En una entrevista, Tory Lanez afirmó que tiene canciones escritas por artistas como Akon («Been Gettin' Money» con Young Jeezy), Casey Veggies («Actin' Up»), August Alsina («My Niggas» con Meek Mill), así como TITravisScott. El 27 de febrero de 2015, Tory Lanez reveló que lanzaría un EP en colaboración con los productores de WeDidIt Records el 6 de abril. El 3 de abril de 2015, Tory lanzó el sencillo titulado «In For It"m» para su próximo EP. El 8 de mayo de 2015, Lanez lanzó otra canción, titulada «Ric Flair» con Rory Trustory. El 22 de mayo de 2015, lanzó el segundo sencillo del EP, titulado «Acting Like». El 19 de junio de 2015, Tory anunció que el EP se llamaría Cruel Intentions y se lanzaría el 26 de junio de 2015. Ese mismo día se lanzó el sencillo «Karrueche».

### 2015-2023: lanzamientos de álbumes y creciente popularidad
El 15 de julio de 2015, Tory Lanez lanzó el primer sencillo de su álbum debut, titulado «Say It». También se reveló que firmó con Mad Love Records e Interscope Records de Benny Blanco. El 18 de septiembre de 2015, Lanez lanzó el sencillo «BLOW». El 25 de diciembre de 2015, Lanez lanzó los dos mixtapes, Chixtape III y The New Toronto. El 18 de enero de 2016, se lanzó «LA Confidential» como segundo sencillo del álbum. El 28 de enero de 2016, Tory Lanez hizo una aparición especial en Jimmy Kimmel Live! interpretando «Dilo». Interpretó la canción con el popular grupo de R&B de los 90 Brownstone del que sampleó su éxito «If You Love Me (canción de Brownstone)» en «Say It». Un mes después, Lanez lanzó un remix de «Uber Everywhere» de MadeinTYO. El 4 de marzo de 2016, Lanez lanzó la canción «Tim Duncan» como parte de su serie Fargo Fridays. Lanzó la canción «Real Addresses» la semana siguiente.
El 1 de abril de 2016, ASAP Ferg y Tory Lanez anunciaron "The Level Up Tour". El 5 de abril de 2016, se reveló que Tory Lanez actuaría en Summer Jam y Pemberton Music Festival en el verano de 2016. El 8 de abril de 2016, Tory Lanez y ASAP Ferg colaboraron en la canción, «Line Up the Flex» para promocionar su gira Level Up. El 18 de abril, Tory Lanez se negó a estar en la portada de XXL Freshmen de 2016 porque sentía que musicalmente estaba en una liga más alta que los otros artistas considerados. El 6 de mayo de 2016, Lanez lanzó dos canciones, «For Real» y «Unforgetful». El 29 de julio de 2016, Lanez lanzó el segundo sencillo oficial «Luv» en iTunes. También reveló que el título de su álbum sería I Told You que fue lanzado el 19 de agosto de 2016. El 5 de julio, Lanez lanzó dos remixes para «Controlla» de Drake y «I Got the Keys» de DJ Khaled. El 20 de julio, Lanez anunció la gira I Told You para promocionar el álbum. El 2 de marzo de 2018, Lanez lanzó su segundo álbum de estudio Memories Don't Die. En el mismo año, también lanzó un álbum titulado Love Me Now? el 26 de octubre de 2018, También lanzó un álbum titulado Chixtape 5 el 15 de noviembre de 2019, y otro álbum titulado The New Toronto 3 el 10 de abril de 2020, este último marcando su lanzamiento final con Interscope Records
El 20 de marzo de 2020, Lanez se asoció con el cantante de reggae jamaicano Buju Banton para un remix de «Trust».
Durante el cierre de cuarentena debido a la pandemia de COVID-19, Lanez presentó «Quarantine Radio» en su Instagram Live. El 14 de mayo de 2020, Lanez lanzó el sencillo «Temperature Rising», a través de su propio sello One Umbrella, marcando su primer lanzamiento como artista independiente, luego de su salida de Interscope Records. El 10 de julio, Lanez lanzó tres sencillos, «Simple Things», con DJDS y Rema, «Staccato» y «392»392, con su sello discográfico VV$ Ken. Las dos últimas pistas se lanzaron como EP llamada Cápsula VVS.
El 25 de septiembre de 2020, Lanez lanzó por sorpresa su quinto álbum, Daystar, su primer proyecto desde que dejó Interscope a principios de año. En el álbum se defiende en varias canciones contra las afirmaciones de que le disparó a la rapera Megan Thee Stallion.
En diciembre de 2022, Lanez, fue declarado culpable por un jurado, por disparar a la rapera Megan Thee Stallion en 2020. La audiciencia de sentencia fue en enero de 2023.

## Estilo de música
En una entrevista en Nice Kicks con Ian Stonebook, Lanez describió su propio estilo personal al que llama Swavey: «Swavey es una palabra de dos adjetivos. Mucha gente lo usa como un atributo, pero la definición real de swavey es un género de música. El género de la música es el género de fusionar a más de uno. Sé que suena extraño, pero si le preguntas a un artista qué hace, te dirá que rapea, canta, hace rock, mucho. de las personas tienen múltiples talentos. Los miran confundidos, pero no creo que estén confundidos. Siento que solo son artistas talentosos y elegantes. Las discográficas quieren ponerte en un solo carril, pero siento que hay tantas personas que son más que eso y son artistas elegantes». 
Entre sus inspiraciones musicales mientras crecía, Lanez cita a Brandy y Ray J.

## Disparos a Megan Thee Stallion
El 12 de julio de 2020, después de salir de una fiesta en una casa donde hubo una discusión que resultó en violencia, Lanez fue arrestado en Hollywood Hills y acusado de portar un arma oculta en su vehículo. Otra artista de rap, Megan Thee Stallion, también estaba en el automóvil e inicialmente se informó que tenía una herida en el pie causada por un vidrio. Sin embargo, en una publicación de Instagram, Megan luego cuestionó esto, afirmando que se sometió a una cirugía después de sufrir heridas de bala, como resultado de un crimen que se cometió contra mí y con la intención de dañarme físicamente. En ese momento, ella no dijo quién le disparó. En Instagram en vivo en agosto de 2020, Megan declaró que Lanez le disparó durante este incidente. También expresó sus opiniones contra su equipo de publicistas, diciendo: «Me disparaste, y tu publicista y tu gente fueron a estos blogs mintiendo y esa mierda. Deja de mentir. ¿Por qué mentir?».
El 25 de septiembre de 2020, Lanez lanzó su quinto álbum, Daystar, en el que aborda el tiroteo en casi todas las canciones y niega haber disparado a Megan, al tiempo que afirma que ella y su equipo estaban tratando de incriminarlo; en la canción «Money Over Fallouts», rapea: «Cómo te disparan en el pie, no te golpees los huesos ni los tendones». El mismo día, en una declaración a Variety, el abogado de Megan, Alex Spiro, afirmó que los representantes de Lanez habían intentado lanzar una campaña de difamación contra Megan para desacreditar sus acusaciones. Spiro dijo: «El equipo de Lanez lo negó y dijo que investigaría quién estaba detrás de los correos electrónicos falsos y tomaría las medidas apropiadas».
El 29 de septiembre de 2020, luego de las respuestas negativas a Lanez de ciertas publicaciones, el rapero afirmó en Instagram que los sitios de noticias habían lanzado una campaña de difamación en su contra, afirmando que «nunca ha visto publicaciones verificadas ... que se junten con opiniones sesgadas por una campaña de desprestigio a un artista, y cuestionando quién les paga». En octubre de 2020, Lanez fue acusado oficialmente de delitos graves de agresión con un arma de fuego semiautomática, uso personal de un arma de fuego y portación de un arma de fuego cargada y no registrada en un vehículo. También enfrentó una acusación de que él personalmente infligió grandes lesiones corporales con un arma. Iba a ser procesado el 13 de octubre sin embargo, se retrasó hasta el 18 de noviembre, luego de que el abogado de Lanez solicitara un aplazamiento. Desde entonces se ha emitido una orden de protección contra Lanez; debe permanecer al menos a 100 yardas de distancia de Megan y no contactarla. También se le ordenó entregar las armas que posee. En un artículo de opinión para The New York Times, publicado el 13 de octubre de 2020, Megan se refirió más al tiroteo y escribió: «A las mujeres negras todavía se les falta el respeto y se las ignora constantemente en muchas áreas de la vida. Recientemente fui víctima de un acto de violencia por parte de un hombre. Después de una fiesta, me dispararon dos veces mientras me alejaba de él. No teníamos una relación. La verdad, me impactó haber terminado en ese lugar».
Según MRC Data, después de que Megan declaró que Lanez le disparó, sus cifras de transmisión disminuyeron significativamente de alrededor de 30 millones en junio de 2020 a aproximadamente 9 millones. Kehlani posteriormente anunció que eliminaría el verso de Lanez en su canción «Can I»; Lanez no apareció en el video musical de la canción.
En abril de 2022, Lanez fue detenido por violar una orden de protección relacionada con el caso; fue liberado poco después con una fianza aumentada de $ 350,000.
El 23 de diciembre de 2022, Lanez fue condenado en un juicio con jurado por tres delitos graves con respecto al tiroteo: asalto con una pistola semiautomática, tener un arma de fuego cargada y no registrada en un vehículo y negligencia grave al descargar su arma de fuego. Lanez, quien fue juzgado en Los Ángeles, fue llevado a la cárcel inmediatamente después de la condena.

## Vida personal
Lanez tiene un hijo llamado Kai.
Lanez también se conoce con el nombre de Argentina Fargo. En una entrevista, dijo: «Cuando junté el extranjero y la banca, es como dinero extranjero. Soy un tipo canadiense, caminando por Estados Unidos. Cuando me miras, es como mirar dinero extranjero. Así que me llamo Argentina Fargo —como dinero extranjero».

### Peleas con otros artistas
Tory Lanez ha estado involucrado en varias disputas con otros artistas a lo largo de los años. Algunas de las más destacadas incluyen su rivalidad con Drake, que comenzó en 2010 y continuó con intercambios de insultos a través de canciones y entrevistas hasta que reconciliaron en 2017. También se enfrentó a Joyner Lucas en una batalla de rap en 2018, y tuvo una disputa con el rapero neoyorquino Don Q. En agosto de 2022, Lanez fue acusado por August Alsina de agredirlo durante una gira en Chicago, aunque Lanez negó las acusaciones.

## Discografía
- I Told You (2016)
- Memories Don't Die (2018)
- Love Me Now? (2018)
- Chixtape 5 (2019)
- Daystar (2020)
- Alone at Prom (2021)
- Sorry 4 What (2022)
- Lost Cause (2024)